# Charles de Tournemine
Charles-Émile Vacher de Tournemine (Toulon, 25 de outubro de 1812 - idem, 22 de dezembro de 1872) foi um pintor francês, especializado em temas orientais. Filho de Jean-Charles Vacher de Tournemine (1755-1840), arqueólogo francês de renome, Charles-Émile ingressou na Marinha francesa aos doze anos de idade. Já em 1830, integra o corpo expedicionário em Argel.
Na condição de marinheiro, viaja pelo Mediterrâneo oriental, conhecendo Constantinopla, Beirute, Tiro, Alexandria, etc. Desliga-se da Marinha em 1842, passando a dedicar-se à pintura, sob a tutela de Eugène Isabey, artista famoso por suas aquarelas retratando paisagens da Normandia e da Bretanha.
Expõe no Salon parisiense em 1846, mas logo retoma sua rotina de viajante. Sempre interessado no Oriente, vai à Turquia, à Ásia Menor e ao Egito. Em 1869, a convite do vice-rei do Egito, assiste à inaguração do Canal de Suez. Charles-Émile produziu um grande número de obras de temas orientais, de cenas de gênero a paisagens, muito admiradas pelo rico colorido e bastante populares nos ambientes das exposições oficiais nas décadas de 1850 e 1860.